# Sarn
Sarn (toponimo tedesco e romancio; in italiano Sarno, desueto) è una frazione di 141 abitanti del comune svizzero di Cazis, nella regione Viamala (Canton Grigioni).

## Geografia fisica
Sarn è situato nell'Heinzenberg, alla sinistra del Reno Posteriore; il punto più elevato del territorio è la cima del Tguma (2 163 m s.l.m.).

## Storia

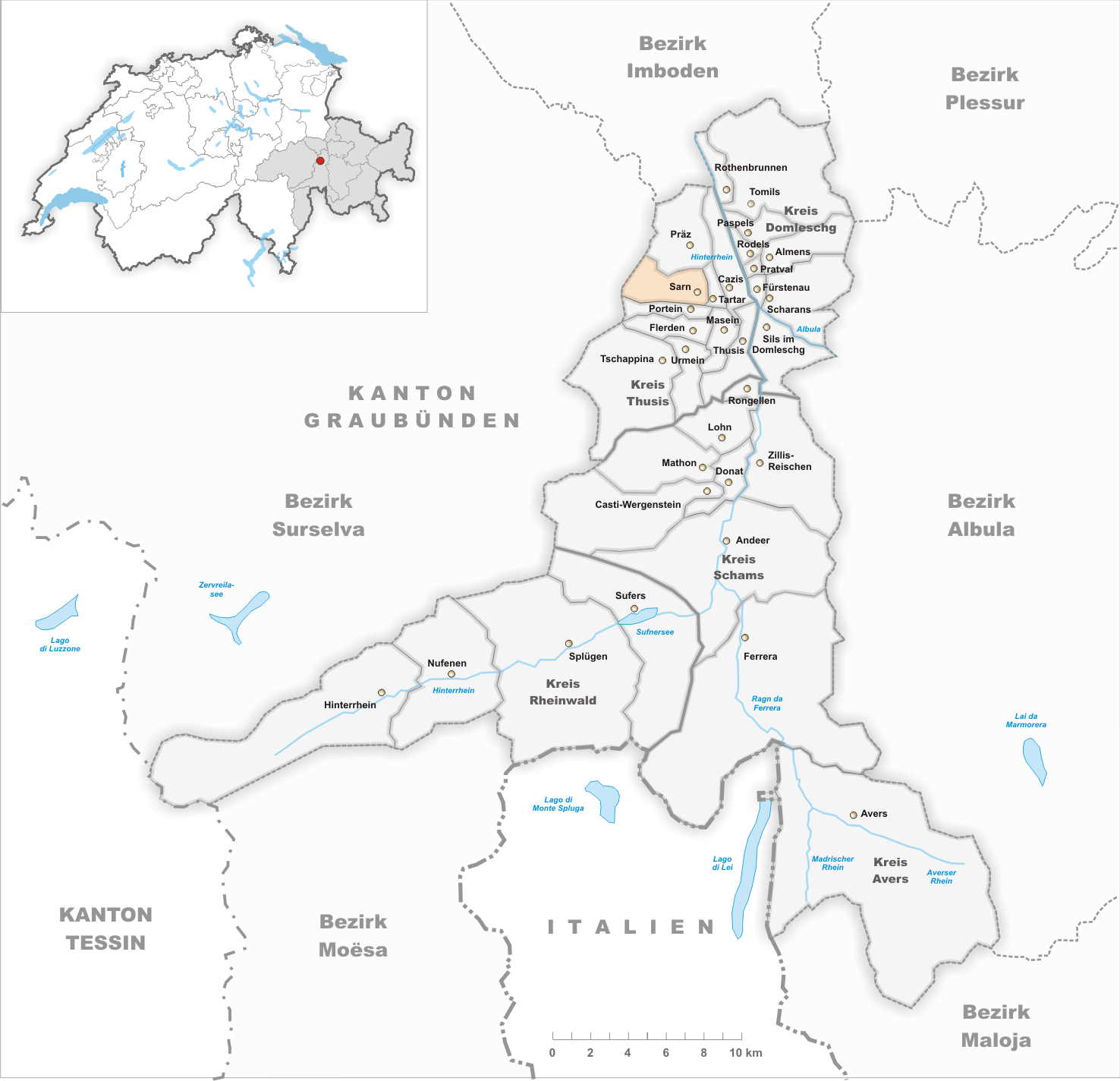
Il territorio del comune di Sarn prima degli accorpamenti comunali del 2009

Già comune autonomo che si estendeva per 7,60 km², il 1º gennaio 2010 è stato accorpato al comune di Cazis assieme agli altri comuni soppressi di Portein, Präz e Tartar.

## Monumenti e luoghi d'interesse
- Chiesa riformata, attestata dal 1686[1].

## Società

### Evoluzione demografica
L'evoluzione demografica è riportata nella seguente tabella:
Abitanti censiti

## Economia

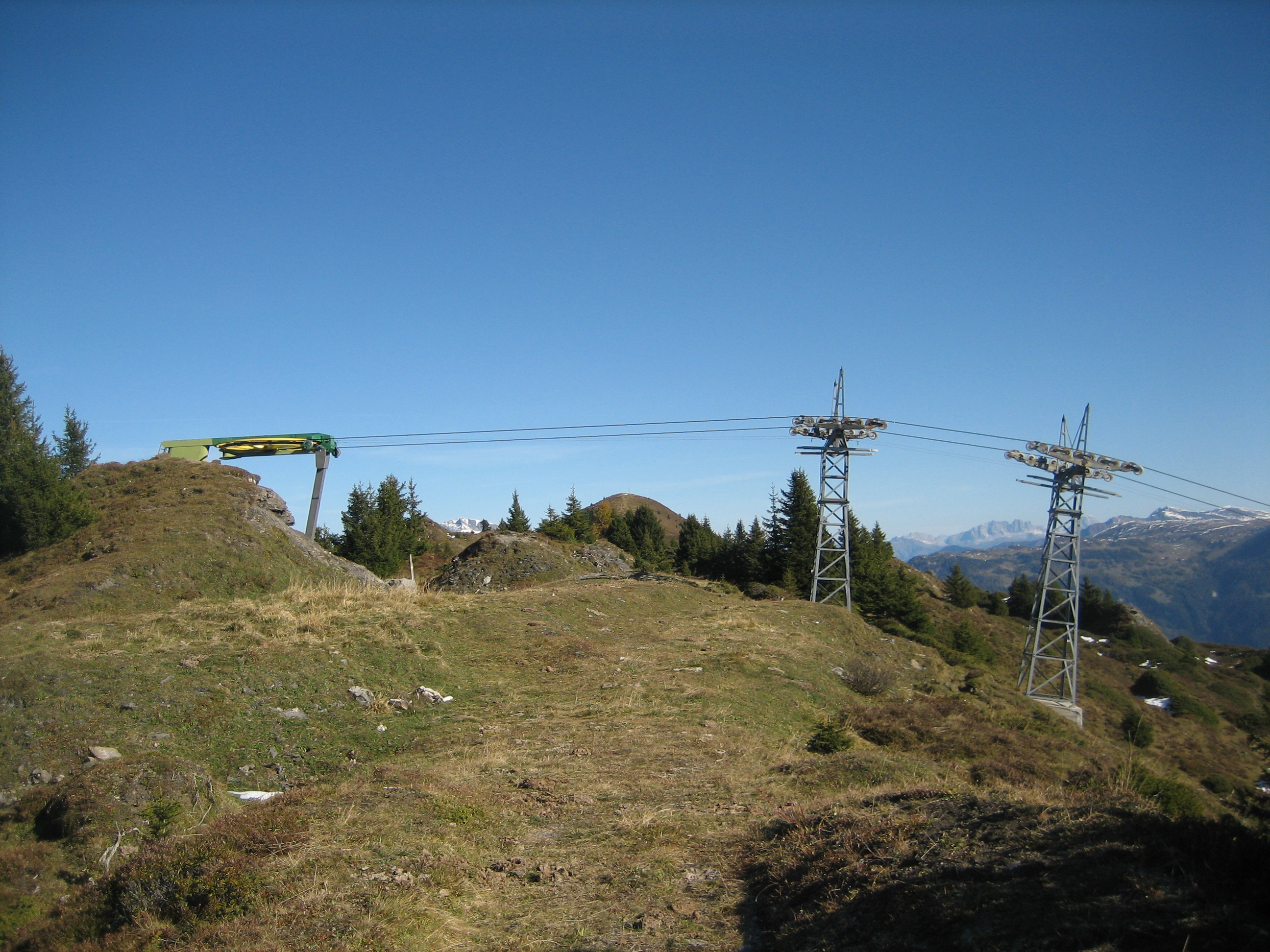
Un impianto di risalita a Sarn

L'economia locale trae impulso principalmente dal settore primario; Sarn è anche una stazione sciistica sviluppatasi a partire dal 1976.

## Infrastrutture e trasporti
Dista 6,5 km dalla stazione ferroviaria di Cazis e 7 km dall'uscita autostradale di Thusis nord, sulla A13/E43; dista 30 km da Coira.